# Borja Iradier
Borja Iradier Agirrezabalaga (Zarauz, 23 de marzo de 1980) es un deportista español que compite en natación. Su especialidad es el estilo de braza.
Participó en los Juegos Olímpicos de Pekín 2008 en la categoría de 100 m braza tras batir el récord de España bajando por primera vez del minuto.
- Datos: Q4945557